# Dézsi József
Dézsi József református lelkész.

## Élete
1774-től Groningenben tanult. 1752-ben Berekeresztúron, 1758–61-ben Kibéden, 1762–1777-ben Székelyvaján, majd 1791-ig Somosdon szolgált lelkészként. A marosszéki egyházkerület jegyzője volt.

## Munkái
- Keresztény paradicsom. Melyben az uj világnak hét emlékezetes és szentséges csudáit… magyar versekben foglalni igyekezett… Kolozsvár, 1782.
- Világi és ekklésiai visgálódás… készítette Bartholottus Nep. János… Magyarra ford. Uo. 1784.